# Verdandigatan, Stockholm
För andra gator med samma namn, se även Verdandigatan.
Verdandigatan är en gata i Lärkstaden på Östermalm i Stockholms innerstad, med sträckning från Östermalmsgatan till Odengatan.

## Historik och gatuinformation
Gatan fick sitt namn 1909 och är uppkallad efter nornan Verdandi. De tre nornorna Urd, Verdandi och Skuld var kvinnliga väsen som rådde över ödet. Namnet ingår i kategorin gatunamn: den nordiska gudaläran.
Gatan begränsas av kvarteret Flugsnapparen i sydväst och Tofslärkan i nordost, här vidtar även parken Balders hage där en monumental stentrappa leder upp till Tyrgatan. Kvartersnamnen vid gatan är fågelrelaterade och anknyter till liknande namn i närheten som Trädlärkan, Sånglärkan, Piplärkan, Korsnäbben och Sidensvansen.

## Kulturhistorisk klassificering
Av gatans sex fastigheter är en blåmärkt av Stadsmuseet i Stockholm (Verdandigatan 4, Tofslärkan 2) vilket är den högsta klassen och innebär "att bebyggelsen bedöms ha synnerligen höga kulturhistoriska värden". Övriga byggnader är grönmärkta som betyder "särskilt värdefull från historisk, kulturhistorisk, miljömässig eller konstnärlig synpunkt". Intressant är det blåmärkta hörnhuset Tofslärkan 2 som är den ostligaste i raden Tofslärkan 2–7 vilka fick arkitektoniskt samkomponerade fasader mot Odengatan. Berörda byggherrar, arkitekter och byggmästare hade enats om att använda fogstruket mörkrött Helsingborgstegel till fasaderna och för övrigt ungefär samma utseende, dock med tillräcklig individuell variation. Samtliga är numera blåmärkta av Stadsmuseet.

### Samtliga fastigheter längs med Verdandigatan
- Nr. 1: Flugsnapparen 5, arkitekt Sam Kjellberg, byggår 1915-1916
- Nr. 2: Tofslärkan  1, arkitekt Ivar Engström, byggår 1911-1913
- Nr. 3: Flugsnapparen 4, arkitekt Victor Bodin, byggår 1915-1916
- Nr. 4: Tofslärkan 2, arkitekt Victor Bodin, byggår 1912-1914
- Nr. 5: Flugsnapparen 3, arkitekt Anton Wallby, byggår 1914-1915
- Nr. 7: Flugsnapparen 2, arkitekt Eric Svanberg, byggår 1915-1917

### Nutida bilder (adresser i urval)

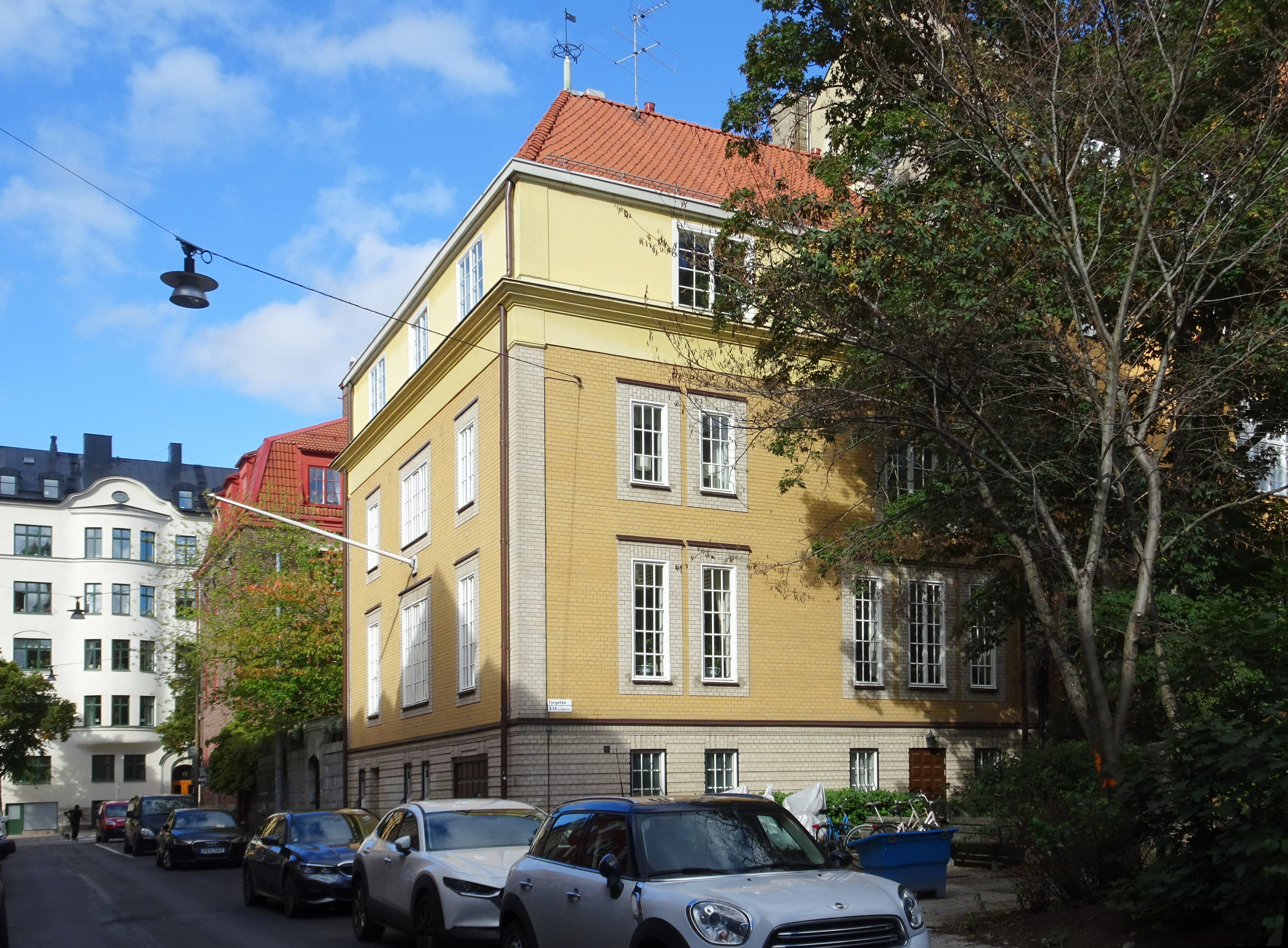
Verdandigatan norrut Tofslärkan 1.
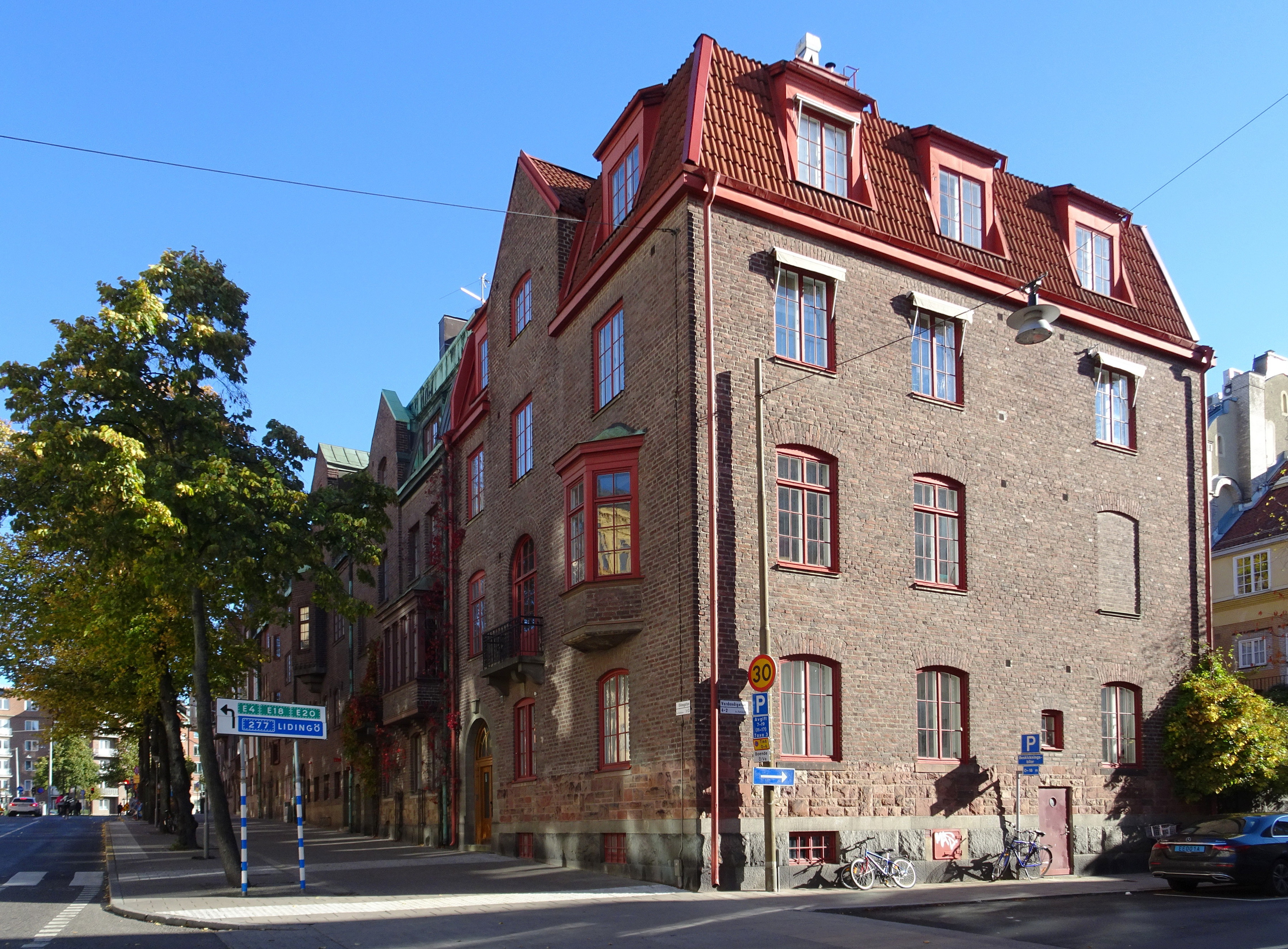
Verdandigatan 4 Tofslärkan 2.
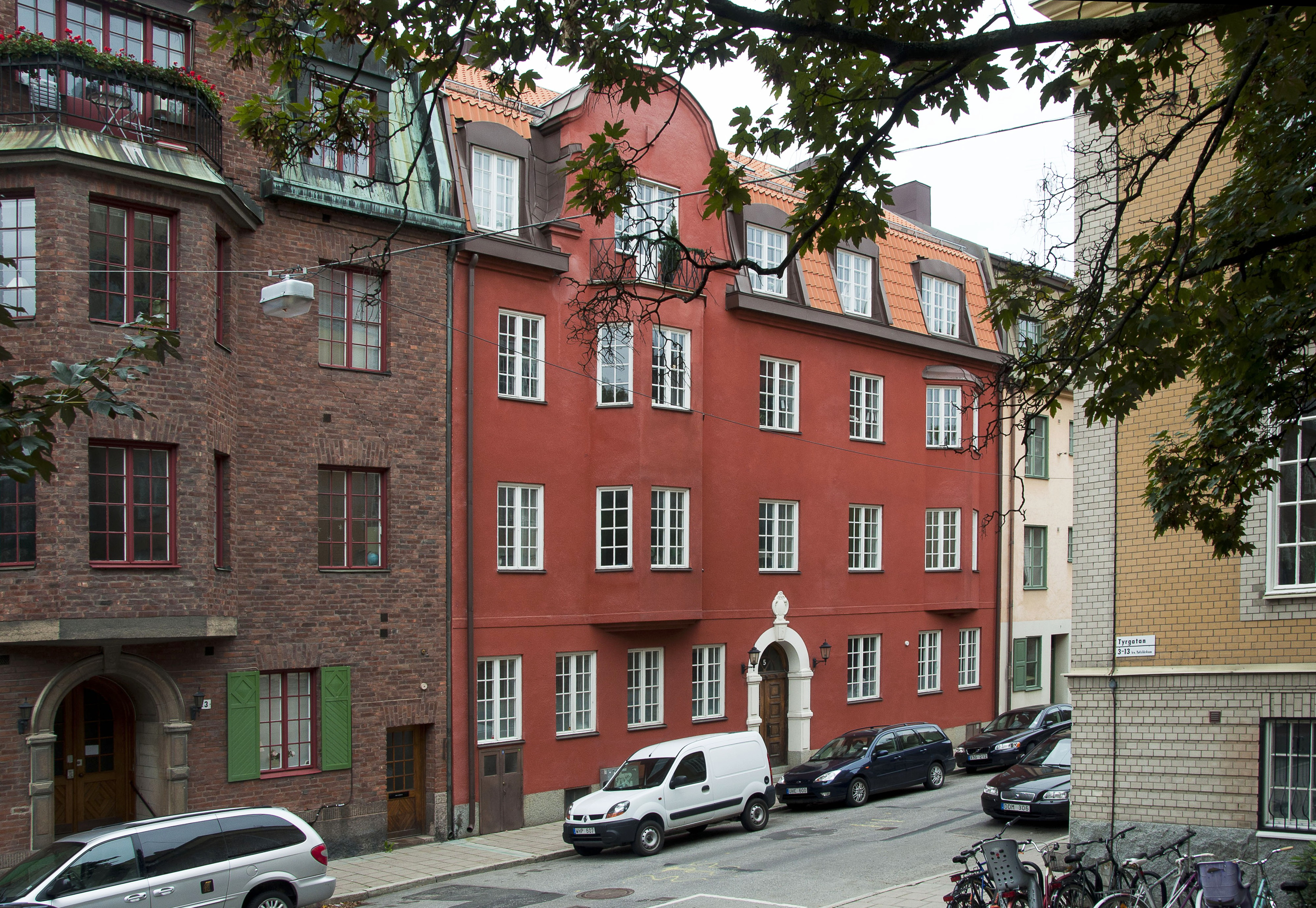
Verdandigatan 5 Flugsnapparen 3.
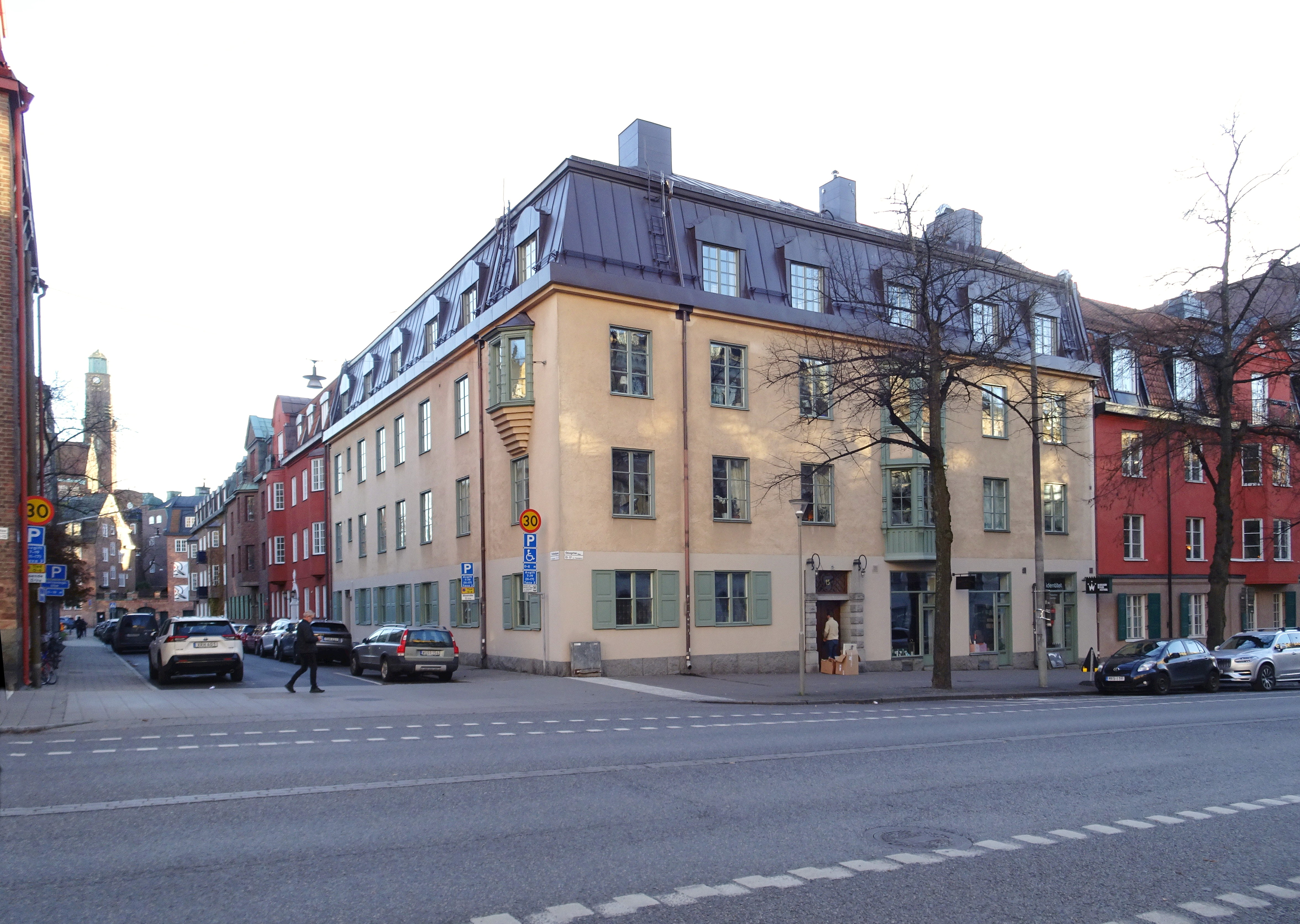
Verdandigatan söderut Flugsnapparen 2.